# إبراهيم قرادة
إبراهيم قرادة ، شخصية سياسية ليبية، ورئيس اللجنة التنفيذية ل المؤتمر الليبي للأمازيغية.

## حياته الشخصية والمهنية
ولد إبراهيم قرادة (بالإنجليزية: Ibrahim Grada) عام 1964 في مدينة طرابلس بليبيا، مسيرة حياته يغلب عليها العمل والنضال السياسي في سبيل الحرية والمساواة الاجتماعية، ومن اجل وطن ديمقراطي عادل ومتحضر، وتميزت سيرة عمله المهنية بخبرة إدارية حرفية، واعمال تطوعية في المجالات السياسية والإنسانية، وكتابات منشورة في حقول: السياسة، الاقتصاد، التنمية، حقوق الإنسان، والعلاقات الدولية، جلها باللغة العربية، واقلها باللغة الإنجليزية، واقل باللغة الدنماركية، وحرم من الكتابة باللغة الام ,اللغة الأمازيغية 